# Mons, Hérault

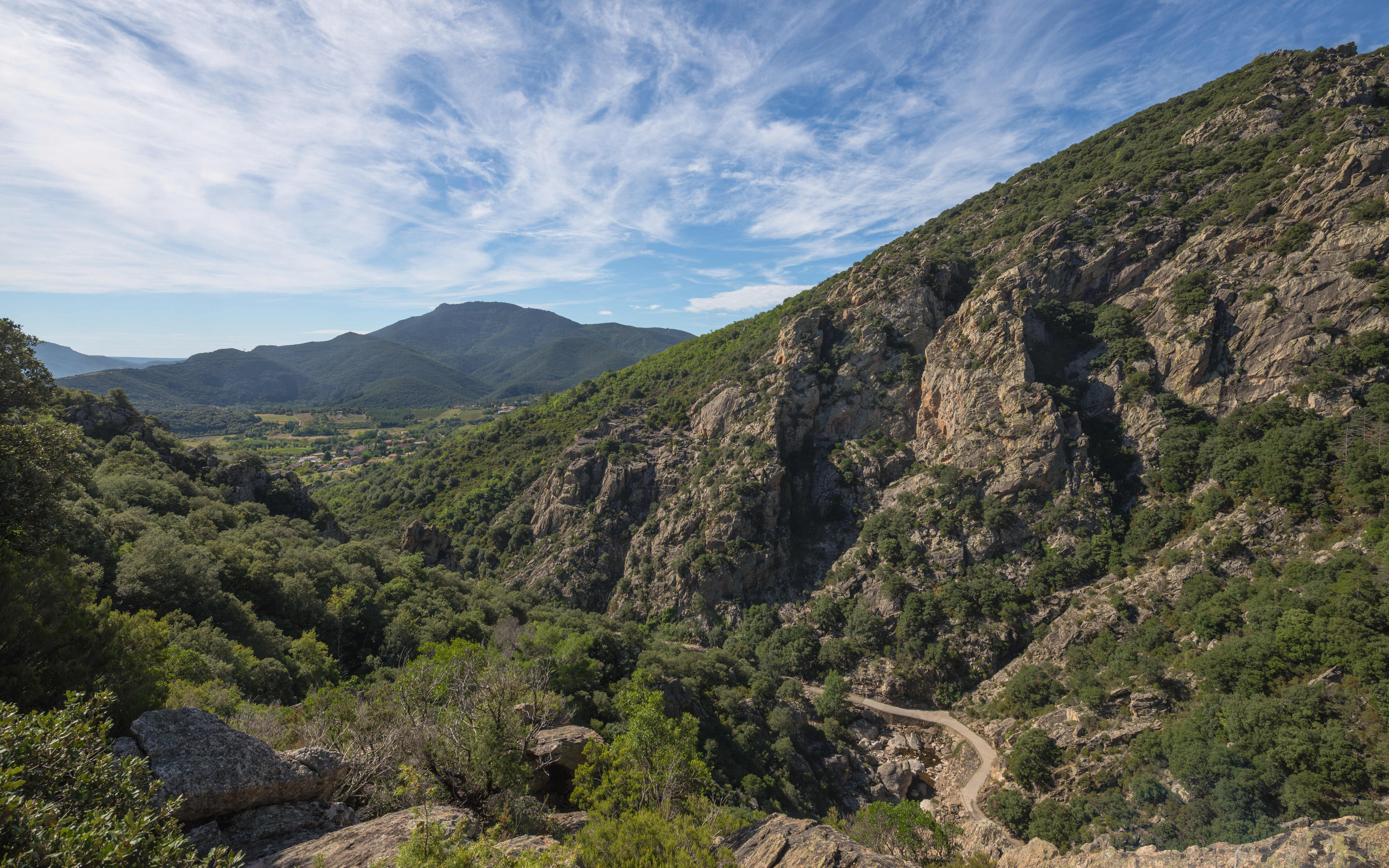

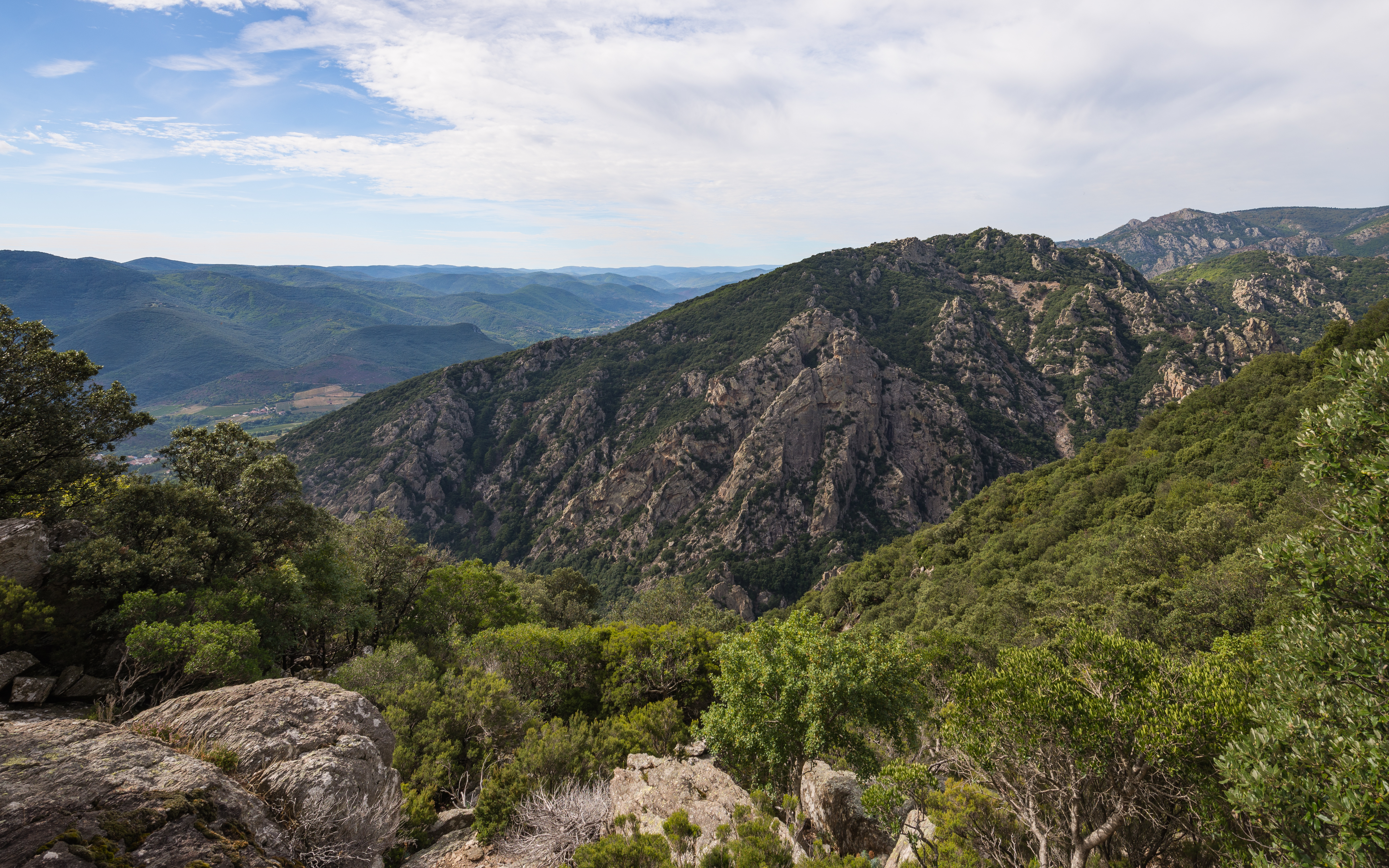

Mons là một xã trong vùng Occitanie, thuộc tỉnh Hérault, quận Béziers, tổng Olargues. Tọa độ địa lý của xã là 43° 34' vĩ độ bắc, 02° 57' kinh độ đông. Mons nằm trên độ cao trung bình là 248 mét trên mực nước biển, có điểm thấp nhất là 117 mét và điểm cao nhất là 1.054 mét. Xã có diện tích 22,32 km², dân số vào thời điểm 1999 là 507 người; mật độ dân số là 22 người/km².

## Thông tin nhân khẩu
| 1962 | 1968 | 1975 | 1982 | 1990 | 1999 |
| ---- | ---- | ---- | ---- | ---- | ---- |
| 251  | 440  | 455  | 514  | 519  | 507  |